# Scott Speer
Scott Speer es un director de videoclips nacido en San Diego, California. Actualmente es uno de los mejores directores de videos musicales de Estados Unidos.

## Biografía
Scott Speer nació en San Diego, California el 5 de junio de 1982. Speer es un graduado de la Universidad del Sur de California; se graduó en el 2004. Speer tiene un título en Estudios Críticos de Cine y Televisión.
También fue al Mt. Carmel High School en California graduándose en el 2000.
Comenzó a salir en el 2009 con la actriz Ashley Tisdale pero su relación terminó a finales de 2012.

## Carrera
A la edad de 22, Speer firmó con HSI Productions, en el 2006 recibió el Premio MVPA por Director Debut del Año, por el video musical de Switchfoot, "Stars".
En el 2007 ganó su primer MTV Video Music Awards Latin America en México, por su trabajo con Bella Traición de la cantante mexicana Belinda  
. Él izo varios videos musicales para Belinda. En junio de ese mismo año dirigió tres series de videos para la estrella de High School Musical, Ashley Tisdale. Esos videos "He Said She Said", "Not Like That" y "Suddenly" fueron incluidos en el DVD There's Something About Ashley.
Además, en el 2009 rodó y participó del video It's Alright, It's OK de la anterior cantante y actriz nombrada, Ashley Tisdale para su segundo álbum de estudio Guilty Pleasure. Con ésta mantuvo una relación sentimental desde principios del año 2009, terminaron en diciembre de 2011.Se pensaba que durarían más tiempo juntos ya que se les veía felices pero nadie sabe aún el por qué de su ruptura.En abril de 2012 Ashley Y Scott retomaron su relación.
En adición a la dirección, Scott produjo y dirigió la película The Beat. Ha dirigido también la cuarta entrega de Step Up, Step Up Revolution.

## Videografía
2005
- Switchfoot - "Stars"

2006
- Five Speed - "The Mess"
- Teddy Geiger - "For You I Will (Confidence)"
- Eric Church - "How 'Bout You"
- Sanctus Real - "I'm Not Alright"
- Paris Hilton - "Nothing In This World"
- Belinda - "Ni Freud, Ni Tu Mamá"

2007
- Eric Church - "Guys Like Me"
- Belinda - "Bella Traición"
- Belinda - "Luz Sin Gravedad" (codirigido con Belinda)
- Ashley Tisdale - "He Said She Said"
- Ashley Tisdale - "Suddenly"
- Ashley Tisdale - "Not Like That"
- The Veronicas - "Hook Me Up"
- Belinda - "If We Were"
- Aly & AJ - "Like Whoa"
- Brandi Carlile - "The Story"

2008
- Belinda - "See A Little Light"
- Luigi Masi - "The Look"
- Big Boi ft. André 3000 y Raekwon - "Royal Flush"
- Jordin Sparks - "Tattoo" (Segunda versión)
- Paula Abdul - "Dance Like There's No Tomorrow" (codirigido con Paula Abdul)[1]
- David Archuleta - "A Little Too Not Over You"
- Blake Shelton - "She Wouldn't Be Gone"

2009
- Jessica Harp - "Boy Like Me"
- Ashley Tisdale - "It's Alright, It's OK"
- V Factory - "Love Struck"
- Ashley Tisdale - "Crank It Up"
- Parachute - "Under Control"

2010
- Heidi Montag - "Fanatic"

## Premios y nominaciones
| Año  | Premios            | Categoría                             | Motivo                          | Resultado |
| ---- | ------------------ | ------------------------------------- | ------------------------------- | --------- |
| 2006 | Premio MVPA        | Director Debut del Año                | Switchfoot - "Stars"            | Ganador   |
| 2007 | Premios Lo Nuestro | "Video del Año"                       | Belinda - "Ni Freud Ni Tu Mama" | Ganador   |
| 2007 | Los Premios MTV    | "Video of the Year"                   | Belinda - "Bella Traición"      | Ganador   |
| 2007 | OVMALA             | "Mejor Iluminación"                   | Belinda - "Luz Sin Gravedad"    | Nominado  |
| 2007 | OVMALA             | "Mejor Vestuario en un Video (Mujer)" | Belinda - "Bella Traición"      | Nominado  |
| 2007 | OVMALA             | "Mejor Video Femenino"                | Belinda - "Luz Sin Gravedad"    | Nominado  |